# Quartiere Harar
Il quartiere Harar è un complesso di edilizia residenziale pubblica di Milano, posto tra i quartieri di Quarto Cagnino e San Siro, nei pressi dello stadio di San Siro.

## Storia
Il quartiere Harar fu costruito nell'ambito del piano INA-Casa per la costruzione di case popolari.

La sua struttura urbanistica venne studiata dagli architetti Figini, Pollini e Ponti; venne realizzato dal 1951 al 1955.

## Caratteristiche

Mappa del quartiere
A - I: "Grattacieli orizzontali"
I - XII: "Insulae"
1: Scuola materna
2: Scuola elementare
3: Centro sociale

Il complesso occupa un'area di 137 000 m2, e conta 942 alloggi per un totale di 4800 vani; fu progettato per accogliere 5 500 abitanti.
La struttura urbanistica, studiata dagli architetti Figini, Pollini e Ponti, si caratterizza per il contrasto fra i lunghi edifici in linea ("grattacieli orizzontali"), alti cinque piani, e le casette unifamiliari a due piani, raggruppate in piccoli isolati ("insulae").
I "grattacieli orizzontali" sono variamente disposti, delimitando uno spazio verde centrale in cui sono posti gli edifici scolastici; gli spazi residui verso le strade esterne sono invece occupati dalle "insulae", di forma irregolare.
Le due tipologie edilizie contrastano anche per lo stile architettonico: mentre i "grattacieli orizzontali" sono disegnati in stile razionalista, nelle "insulae" si ritrovano elementi dell'edilizia rurale tradizionale. Nelle intenzioni dei progettisti, questa dualità avrebbe dovuto simboleggiare la progressiva trasformazione della campagna verso l'ambiente urbano.
Complessivamente vennero costruiti 9 "grattacieli orizzontali" (indicati con lettere da A a I) e 12 "insulae" (indicate con numeri romani da I a XII); di seguito se ne riportano i singoli progettisti:

### Grattacieli orizzontali
- A: Luigi Figini, Gino Pollini

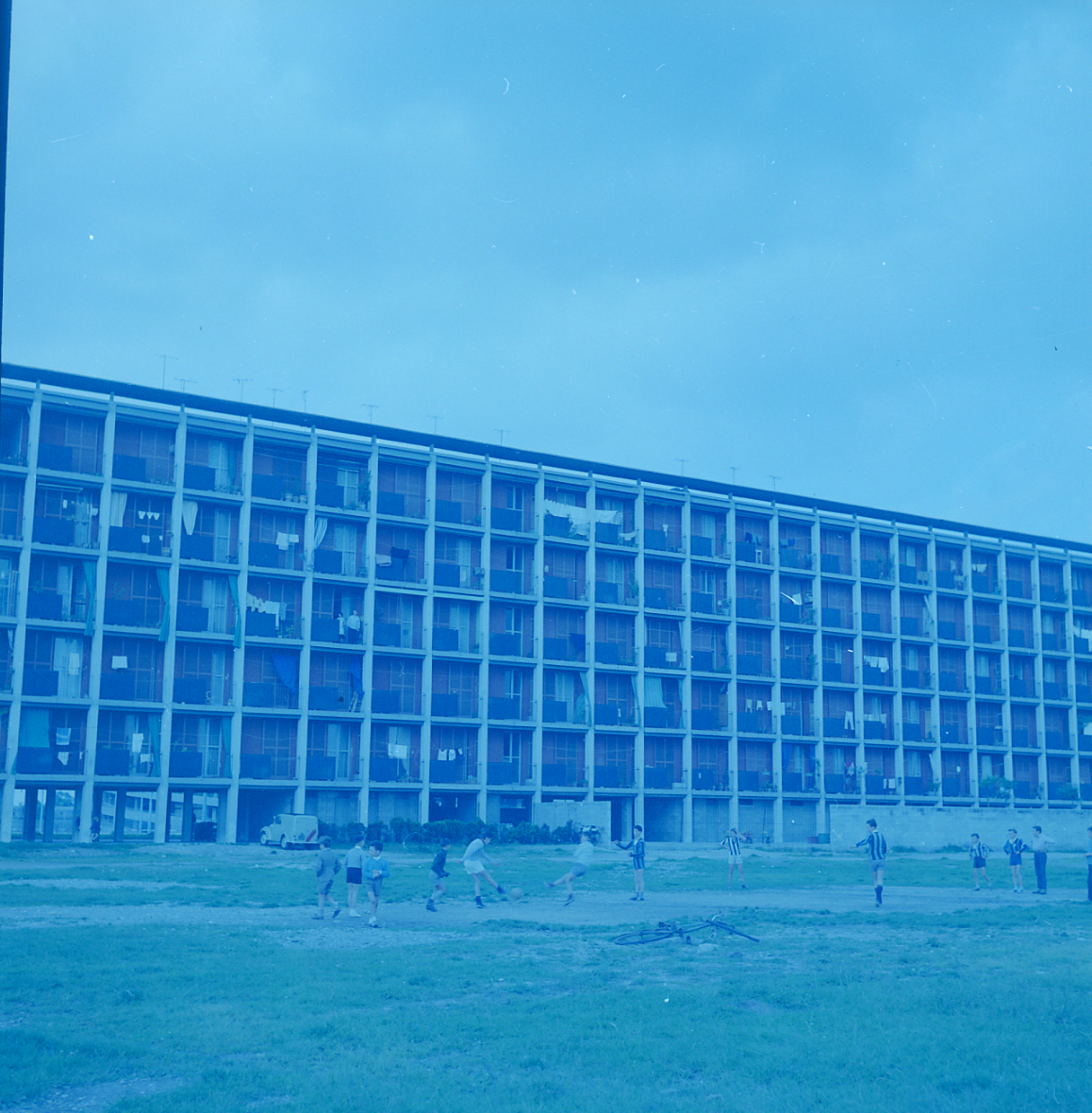
Grattacielo orizzontale. Foto di Paolo Monti, 1960

- B: Paolo Antonio Chessa, Vito Latis
- C: Gio Ponti, Gigi Ghò
- D: Gio Ponti, Antonio Fornaroli
- E: Alberto Rosselli
- F: Alberto Rosselli
- G: Gianluigi Reggio, Mario Tevarotto
- H: Piero Bottoni, Mario Morini, Carlo Villa
- I: Piero Bottoni, Mario Morini, Carlo Villa

### Insulae
- I: Luigi Figini, Gino Pollini
- II: Luigi Figini, Gino Pollini
- III: Luigi Figini, Gino Pollini
- IV: Paolo Antonio Chessa
- V: Paolo Antonio Chessa
- VI: Luigi Figini, Gino Pollini
- VII: Luigi Figini, Gino Pollini
- VIII: Luigi Figini, Gino Pollini
- IX: Mario Tedeschi
- X: Tito Bassanesi Varisco
- XI: Tito Bassanesi Varisco
- XII: Tito Bassanesi Varisco